# Домаћа шљива
Домаћа шљива (лат. Prunus domestica), европска шљива или само шљива, листопадно је дрво из подрода шљива из рода Prunus. Верује се да потиче од трњине и џанарике. Суве шљиве се најчешће праве од ове врсте.